# Jeheskel Shoshani

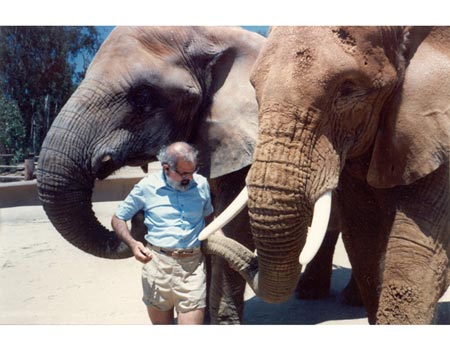
Jeheskel Shoshani mit zwei Elefanten

Jeheskel „Hezy“ Shoshani (* 23. Januar 1943 in Tel Aviv, Völkerbundsmandat für Palästina; † 21. Mai 2008 in Addis Abeba, Äthiopien) war ein israelisch-US-amerikanischer Evolutionsbiologe, Paläontologe und Mammaloge, der über 35 Jahre lang Elefanten und fossile Rüsseltiere erforschte.

## Leben und Werk

### Frühes Leben und Werdegang
Shoshanis Interesse an Elefanten begann in seiner Jugend, nachdem er ein hebräisches Exemplar von Willis Lindquists Burma Boy gelesen hatte, das die Geschichte der Beziehung zwischen einem Jungen und einem Elefanten erzählt.
1963 begann er seine Karriere als Tierwärter im Zoo von Tel Aviv, bevor er 1968 nach Detroit, Michigan zog. Von 1972 bis 1973 bereiste er Kenia, Tansania, Indien und Sri Lanka, um Blutproben von Elefanten zu sammeln.  Shoshani gründete im Juni 1977 die Elephant Interest Group (später umbenannt in Elephant Research Foundation), und war über einen langen Zeitraum hinweg der alleinige Herausgeber ihrer offiziellen Zeitschrift Elephant (früher Elephant Newsletter). Er gründete auch die Elephant Research Foundation Library, in der er veröffentlichtes und archiviertes Material sowie biologische Proben zu Elefanten sammelte und katalogisierte. 1986 wurde Shoshani mit der Dissertation On the phylogenetic relationships among paenungulata and within elephantidae as demonstrated by molecular and osteological evidence unter der Leitung von David R. Cook zum PhD an der Wayne State University promoviert, und dozierte dort bis zu seiner Übersiedlung nach Eritrea im Jahr 1998. Dort studierte er eine wenig bekannte Population Afrikanischer Buschelefanten, die durch Konflikte zwischen Eritrea und Äthiopien bedroht war und lehrte an der Universität Asmara, bis diese 2006 geschlossen wurde. Besorgt über die Gefahren im Grenzgebiet zwischen Eritrea und Äthiopien, zog er 2007 nach Äthiopien, um seine Forschung fortzusetzen, und lehrte an der Universität Addis Abeba.

### Forschung
Im Laufe seines Lebens veröffentlichte Shoshani über 168 wissenschaftliche Artikel und Bücher über Elefanten. Seine Forschungen konzentrierten sich vor allem auf deren Anatomie und Taxonomie, er widmete sich jedoch auch anderen Taxa, darunter Primaten.
Insbesondere leitete er von 1980 bis 1988 eine umfangreiche Sezierung einer 46-jährigen Elefantenkuh aus Sri Lanka namens Iki, war Mitautor von bedeutenden Arbeiten über das Gehirn und das Visuelle System, und war Herausgeber und Mitautor von zwei enzyklopädischen Bänden über Elefanten und ihre Verwandten: das Fachbuch The Proboscidea: Evolution and Palaeoecology of Elephants and Their Relatives (mit Pascal Tassy) und den von Frank Knight illustrierten Bildband Elephants: Majestic Creatures of The Wild. Er war auch als Co-Autor oder alleiniger Autor für die Benennung mehrerer fossiler Rüsseltier-Taxa verantwortlich, darunter die Unterordnung Plesielephantiformes, die Familie Numidotheriidae und die Art Eritreum melakeghebrekristosi.
2005 schrieb Shoshani die Beiträge über die Elefanten, Schliefer und Seekühe im Standardwerk Mammal Species of the World.

## Tod
Shoshani war eine von mehreren Personen, die am 21. Mai 2008 während einer von Terroristen verursachten Explosion in einem öffentlichen Kleinbus in der Innenstadt von Addis Abeba getötet wurden.

## Ehrungen und Dedikationsnamen
Nach seinem Tod benannte der Vorstand der Elephant Research Foundation die Bibliothek in The Jeheskel (Hezy) Shoshani Library Endowed Collection um, um seiner Forschung zu gedenken. Sie beherbergt derzeit über 1100 Objekte. Die Gomphotherien-Art Eurybelodon shoshanii, eine fossile Rüsseltierart, wurde 2016 zu seinen Ehren benannt.